# Libra escocesa

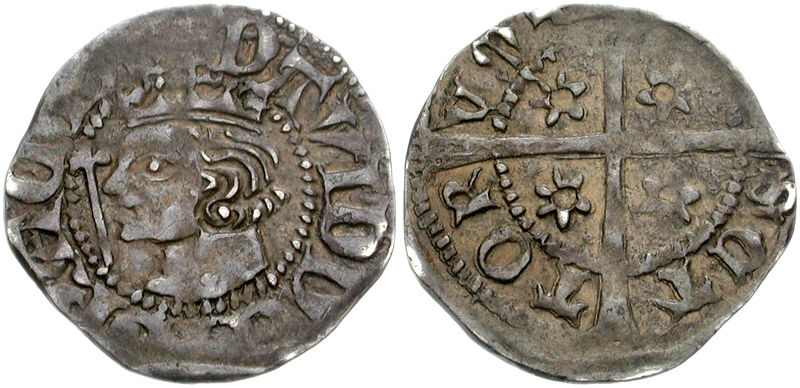
Penique escocés, circa 1351-1357.

La libra escocesa (en escocés: Pund Scots) fue la moneda de curso legal en el Reino de Escocia antes de su unión política y monetaria con el Reino de Inglaterra en 1707 (véase Acta de Unión). Fue introducida por David I siguiendo el modelo monetario inglés y francés, por lo que cada libra escocesa se dividía en 20 chelines y cada uno de estos chelines, en 12 peniques. Más tarde la moneda escocesa fue devaluada en relación con la libra esterlina y, en épocas de Jacobo III, la libra esterlina tenía un valor de cuatro libras escocesas.
Además de la libra escocesa, se acuñaron monedas de plata denominadas merk, que valían 13 chelines y 4 peniques (es decir, dos tercios de una libra escocesa). Cuando Jacobo VI se convirtió en el rey Jacobo I de Inglaterra en 1603, el sistema monetario se reformó para equipararse al inglés, por lo que 12 libras escocesas equivalían a una libra esterlina. 
En 1707, la libra escocesa fue reemplazada por la libra esterlina a razón de 12 a 1, aunque siguió utilizándose en Escocia como unidad monetaria durante la mayor parte del siglo XVIII.
Pese a que en la actualidad la libra escocesa no existe, los tres bancos nacionales de compensación principales de Escocia (el Royal Bank of Scotland, el Banco de Escocia y el Clydesdale Bank) siguen imprimiendo libras en papel para circulación doméstica. Estos billetes son aceptados en todo el Reino Unido, pero en especial son vistos en Escocia, y tiene el mismo valor que las libras esterlinas del Banco de Inglaterra en Inglaterra y Gales. (Técnicamente, ningún tipo de papel moneda, ya sea emitido por el Banco de Inglaterra o por alguno de los diversos bancos escoceses o Irlanda del Norte facultados para imprimir billetes, es moneda de curso legal en Escocia. Todo el papel moneda del país continúa emitiéndose en teoría como "letras de cambio", es decir como un cheque al portador.)
- Datos: Q35921